# Nurachi
Nurachi è un comune italiano di 1 672 abitanti della provincia di Oristano in Sardegna.

## Geografia fisica

### Territorio
Si trova nella zona centro occidentale della Sardegna, nella regione del Campidano di Oristano. Il suo territorio si estende nella penisola del Sinis sino allo stagno di Cabras.

## Storia
L'area fu abitata già in epoca prenuragica e nuragica, per la presenza nel territorio di capanne circolari ed ellittiche di un villaggio dell’epoca eneolitica (terzo millennio a.C.) e di alcuni nuraghi.
Nel medioevo appartenne al Giudicato di Arborea e fece parte della curatoria del Campidano di Oristano. Alla caduta del giudicato (1420) entrò a far parte del Marchesato di Oristano, e alla definitiva sconfitta degli arborensi (1478) passò sotto il dominio aragonese, ove divenne un feudo regio. 
Nel XVIII secolo venne incorporato nel marchesato d'Arcais, feudo dei Flores Nurra, ai quali venne riscattato nel 1839 con la soppressione del sistema feudale.
Dal 1927 al 1946 fu unito al comune di Riola Sardo.
Fino al 16 luglio 1974, data in cui fu costituita la provincia di Oristano, apparteneva alla provincia di Cagliari.

### Simboli
Lo stemma e il gonfalone del comune di Nurachi sono stati concessi con il decreto del presidente della Repubblica del 2 dicembre 2010.
Il gonfalone è un drappo di bianco con la bordatura di azzurro.

## Società

### Evoluzione demografica
Abitanti censiti

### Lingue e dialetti
La variante del sardo parlata a Nurachi è il campidanese oristanese.

## Economia
L'economia è prevalentemente agricola.

## Amministrazione
| Periodo         | Periodo         | Primo cittadino | Partito                       | Carica  | Note |
| --------------- | --------------- | --------------- | ----------------------------- | ------- | ---- |
| 31 maggio 2015  | 26 ottobre 2020 | Renzo Ponti     | Lista civica "Scelgo Nurachi" | Sindaco |      |
| 26 ottobre 2020 | in carica       | Renzo Ponti     | Lista civica "Scelgo Nurachi" | Sindaco |      |